# Sockring
Sockring, även känd som sockervaxning, persisk vaxning eller orientalisk vaxning, är en metod för hårborttagning. Till skillnad från vaxning (där man använder vax) används här en blandning av socker, citronsyra, vatten och eventuellt gummi arabicum.
Hårborttagningsmetoden har rötter från Mellersta östern, där borttagning av kroppshår – hos båda könen – har en lång historia i de högre samhällsskikten. I det forntida Egypten sägs man ha använt en sockerhaltig pasta, alternativt bivax.
Sockring innebär att en yrkeskunnig hårborttagare lägger en uppvärmd, geléaktig sockerlösning på huden och därefter drar bort denna. I sockerlösningen fastnar då hårstrån samt döda hudceller. Sockring sägs i förhållande till vaxning vara skonsammare mot huden, eftersom sockerlösningen inte är lika het. Dessutom dras håren av i hårväxtens riktning och inte mot hårväxtens riktning. Däremot måste man i likhet med vaxning stå ut med hetta mot huden.
Sockring är en av tävlingsgrenarna i yrkes-VM i skönhetsvård.